# Liste der denkmalgeschützten Objekte in Košice I-Staré Mesto (Košice)/Stredné Mesto (H)
Die Liste der denkmalgeschützten Objekte in Košice I-Staré Mesto (Košice)/Stredné Mesto (H) enthält 170 nach slowakischen Denkmalschutzvorschriften geschützte Objekte im Stadtteil Staré Mesto der Stadt Košice der Straßen mit dem Anfangsbuchstaben H.

## Denkmäler
| Foto |                 | Denkmal / č. ÚZPF                                                       | Standort / Konskr. Nr.                                                               | Offizielle Beschreibung                                             | Beschreibung                                                                                                  | Metadaten                                                                            |
| ---- | --------------- | ----------------------------------------------------------------------- | ------------------------------------------------------------------------------------ | ------------------------------------------------------------------- | --- | ------------------------------------------------------------------------------------ |
| ja   | Datei hochladen | Kiosk(sk) ObjektID: 802-3671/0                                          | Hlavná ul. 122 Standort KG: Stredné Mesto Konskr.Nr.: 120                            | solitér; Predajňa tabaku                                            | Tabakladen | č. NKP: 802-3671/0 Stand des NKP: Name: KIOSK                                        |
| ja   | Datei hochladen | Bürgerhaus(sk) ObjektID: 802-1052/0                                     | Hlavná ul. 5 Standort KG: Stredné Mesto Konskr.Nr.: 121                              | prejazdový,radový                                                   | Reihenhaus, Passage                                                                                           | č. NKP: 802-1052/0 Stand des NKP: Name: DOM MEŠTIANSKY                               |
| ja   | Datei hochladen | Grabenmauer(sk) ObjektID: 802-1049/15                                   | Hlavná ul. 7 Standort KG: Stredné Mesto Konskr.Nr.: 120                              | kontraeskarpa; kontraeskar.vnútornej priekopy                       | innerer Burggraben                                                                                            | č. NKP: 802-1049/15 Stand des NKP: Name: MÚR PRIEKOPOVÝ                              |
| ja   | Datei hochladen | Bürgerhaus(sk) ObjektID: 802-1054/0                                     | Hlavná ul. 7 Standort KG: Stredné Mesto Konskr.Nr.: 120                              | prejazdový,radový                                                   | Reihenhaus, Passage                                                                                           | č. NKP: 802-1054/0 Stand des NKP: Name: DOM MEŠTIANSKY                               |
| ja   | Datei hochladen | Bürgerhaus(sk) ObjektID: 802-1053/0                                     | Hlavná ul. 8 Standort KG: Stredné Mesto Konskr.Nr.: 7                                | radový                                                              | Reihenhaus | č. NKP: 802-1053/0 Stand des NKP: Name: DOM MEŠTIANSKY                               |
| ja   | Datei hochladen | Mietshaus(sk) ObjektID: 802-1196/1                                      | Hlavná ul. 9 Standort KG: Stredné Mesto Konskr.Nr.: 119                              | pavlačový,radový                                                    | Reihenhaus | č. NKP: 802-1196/1 Stand des NKP: Name: DOM BYTOVÝ I.                                |
| ja   | Datei hochladen | Stadtpalais(sk) ObjektID: 802-1055/0                                    | Hlavná ul. 10 Standort KG: Stredné Mesto Konskr.Nr.: 8                               | nárožný,prejazdový; Forgáčovský palác,Št.ved.knižn                  | Eckhaus, Passage, Palast Forgáčov, wissenschaftliche Bibliothek                                               | č. NKP: 802-1055/0 Stand des NKP: Name: PALÁC MESTSKÝ                                |
| ja   | Datei hochladen | Bürgerhaus(sk) ObjektID: 802-3428/0                                     | Hlavná ul. 11 Standort KG: Stredné Mesto Konskr.Nr.: 118,3181                        | radový+nárožný s podjazdom                                          | Reihen-Eckhaus, Unterführung                                                                                  | č. NKP: 802-3428/0 Stand des NKP: Name: DOM MEŠTIANSKY                               |
| ja   | Datei hochladen | Wohnhaus(sk) ObjektID: 802-1056/0                                       | Hlavná ul. 12 Standort KG: Stredné Mesto Konskr.Nr.: 9                               | prejazdový,nárožný; Rothov dom                                      | Eckhaus, Passage, Haus Roth                                                                                   | č. NKP: 802-1056/0 Stand des NKP: Name: DOM BYTOVÝ                                   |
| ja   | Datei hochladen | Bürgerhaus(sk) ObjektID: 802-3429/0                                     | Hlavná ul. 13 Standort KG: Stredné Mesto Konskr.Nr.: 117                             | prejazdový,radový                                                   | Reihenhaus, Passage                                                                                           | č. NKP: 802-3429/0 Stand des NKP: Name: DOM MEŠTIANSKY                               |
| ja   | Datei hochladen | Bürgerhaus(sk) ObjektID: 802-1057/0                                     | Hlavná ul. 14 Standort KG: Stredné Mesto Konskr.Nr.: 70                              | prejazdový,radový                                                   | Reihenhaus, Passage                                                                                           | č. NKP: 802-1057/0 Stand des NKP: Name: DOM MEŠTIANSKY                               |
| ja   | Datei hochladen | Bürgerhaus(sk) ObjektID: 802-3430/0                                     | Hlavná ul. 15 Standort KG: Stredné Mesto Konskr.Nr.: 116                             | priechodový,radový                                                  | Reihenhaus, Passage                                                                                           | č. NKP: 802-3430/0 Stand des NKP: Name: DOM MEŠTIANSKY                               |
| ja   | Datei hochladen | Bürgerhaus(sk) ObjektID: 802-1058/0                                     | Hlavná ul. 16 Standort KG: Stredné Mesto Konskr.Nr.: 11                              | prejazdový,radový; Zlatý dukát                                      | Reihenhaus, Passage, "Goldene Dukaten"                                                                        | č. NKP: 802-1058/0 Stand des NKP: Name: DOM MEŠTIANSKY                               |
| ja   | Datei hochladen | Bürgerhaus(sk) ObjektID: 802-1059/0                                     | Hlavná ul. 18 Standort KG: Stredné Mesto Konskr.Nr.: 12                              | prejazdový,radový                                                   | Reihenhaus, Passage                                                                                           | č. NKP: 802-1059/0 Stand des NKP: Name: DOM MEŠTIANSKY                               |
| ja   | Datei hochladen | Stadtpalais(sk) ObjektID: 802-3431/0                                    | Hlavná ul. 20 Standort KG: Stredné Mesto Konskr.Nr.: 13                              | radový; banka,Dielo                                                 | Reihenhaus, Bank                                                                                              | č. NKP: 802-3431/0 Stand des NKP: Name: PALÁC MESTSKÝ                                |
| ja   | Datei hochladen | Stadtpalais(sk) ObjektID: 802-1060/0                                    | Hlavná ul. 21 Standort KG: Stredné Mesto Konskr.Nr.: 113                             | prejazdový,radový; Halmiho dvor,Halmi udvar                         | Reihenhaus, Passage, Hof Halmi                                                                                | č. NKP: 802-1060/0 Stand des NKP: Name: PALÁC MESTSKÝ                                |
| ja   | Datei hochladen | Wohnhaus(sk) ObjektID: 802-1061/0                                       | Hlavná ul. 22 Standort KG: Stredné Mesto Konskr.Nr.: 14,379-382,446                  | pavlačový,radový                                                    | Reihenhaus | č. NKP: 802-1061/0 Stand des NKP: Name: DOM BYTOVÝ                                   |
| ja   | Datei hochladen | Bürgerhaus(sk) ObjektID: 802-1062/0                                     | Hlavná ul. 23 Standort KG: Stredné Mesto Konskr.Nr.: 112                             | prejazdový,radový                                                   | Reihenhaus, Passage                                                                                           | č. NKP: 802-1062/0 Stand des NKP: Name: DOM MEŠTIANSKY                               |
| ja   | Datei hochladen | Bürgerhaus(sk) ObjektID: 802-1063/0                                     | Hlavná ul. 24 Standort KG: Stredné Mesto Konskr.Nr.: 15                              | prejazdový,radový                                                   | Reihenhaus, Passage                                                                                           | č. NKP: 802-1063/0 Stand des NKP: Name: DOM MEŠTIANSKY                               |
| ja   | Datei hochladen | Stadtrestaurant(sk) ObjektID: 802-1064/0                                | Hlavná ul. 25 Standort KG: Stredné Mesto Konskr.Nr.: 111,3099                        | prejazdový,pavlačový,rad.; Hotel Čierny orol                        | Reihenhaus, Passage, Hotel Schwarzer Adler                                                                    | č. NKP: 802-1064/0 Stand des NKP: Name: HOSTINEC MESTSKÝ                             |
| ja   | Datei hochladen | Pfarrhof(sk) ObjektID: 802-3432/0                                       | Hlavná ul. 26 Standort KG: Stredné Mesto Konskr.Nr.: 16                              | prejazdová,radová; Farský úrad,dómska fara                          | Reihenhaus, Passage, Pfarramt                                                                                 | č. NKP: 802-3432/0 Stand des NKP: Name: FARA                                         |
| ja   | Datei hochladen | ehemaliges Komitatshaus(sk) Komitatshaus ObjektID: 802-1329/1           | Hlavná ul. 27 Standort KG: Stredné Mesto Konskr.Nr.: 110                             | Košický vládny program; Východoslovenská galéria                    | Kosice staatliches Programm, östliche Galerie                                                                 | č. NKP: 802-1329/1 Stand des NKP: Name: DOM ŽUPNÝ PAMÄTNÝ                            |
| ja   | Datei hochladen | Gedenktafel(sk) ObjektID: 802-1329/2                                    | Hlavná ul. 27 Standort KG: Stredné Mesto Konskr.Nr.: 0                               | Košický vládny program; 1.zasadanie čsl.vlády, 5. April 1945        | Kosice staatliches Programm, 1 Sitzung der tschechoslowakischen Staatsführung                                 | č. NKP: 802-1329/2 Stand des NKP: Name: TABUĽA PAMÄTNÁ                               |
| ja   | Datei hochladen | Bischofspalast(sk) ObjektID: 802-1066/1                                 | Hlavná ul. 28 Standort KG: Stredné Mesto Konskr.Nr.: 17                              | prejazdový,radový; Döryovský,Szatmáryovský palác                    | Reihenhaus, Passage, Döry, Szatmary Palast                                                                    | č. NKP: 802-1066/1 Stand des NKP: Name: PALÁC BISKUPSKÝ                              |
| ja   | Datei hochladen | Bürgerhaus(sk) ObjektID: 802-1066/2                                     | Hlavná ul. 28 Standort KG: Stredné Mesto Konskr.Nr.: 17                              | priechodový,radový; biskupská knižnica                              | Reihenhaus, Passage, bischöfliche Bibliothek                                                                  | č. NKP: 802-1066/2 Stand des NKP: Name: DOM MEŠTIANSKY                               |
| ja   | Datei hochladen | Gedenktafel(sk) ObjektID: 802-1066/3                                    | Hlavná ul. 28 Standort KG: Stredné Mesto Konskr.Nr.: 17                              | Štúr Ľudovít,Záborský J.; 24.február 1849                           | für Ľudovít Štúr und Jonáš Záborský                                                                           | č. NKP: 802-1066/3 Stand des NKP: Name: TABUĽA PAMÄTNÁ                               |
| ja   | Datei hochladen | Seminar(sk) ObjektID: 802-1067/0                                        | Hlavná ul. 30 Standort KG: Stredné Mesto Konskr.Nr.: 18                              | nárožný; jezuit.seminár,mes.sporiteľňa                              | Eckhaus, Priesterseminar der Jesuiten                                                                         | č. NKP: 802-1067/0 Stand des NKP: Name: SEMINÁR                                      |
| ja   | Datei hochladen | Bürgerhaus(sk) ObjektID: 802-3433/0                                     | Hlavná ul. 31 Standort KG: Stredné Mesto Konskr.Nr.: 108                             | radový,pavlačový                                                    | Reihenhaus, Veranda                                                                                           | č. NKP: 802-3433/0 Stand des NKP: Name: DOM MEŠTIANSKY                               |
| ja   | Datei hochladen | Bürgerhaus(sk) ObjektID: 802-1068/1                                     | Hlavná ul. 32 Standort KG: Stredné Mesto Konskr.Nr.: 19                              | prejazdový,nárožný; rod.dom I.Henszelmanna                          | Eckhaus, Passage, Geburtshaus des Imrich Henszelmann                                                          | č. NKP: 802-1068/1 Stand des NKP: Name: DOM MEŠTIANSKY                               |
| ja   | Datei hochladen | Gedenktafel(sk) ObjektID: 802-1068/2                                    | Hlavná ul. 32 Standort KG: Stredné Mesto Konskr.Nr.: 19                              | Henszelmann Imrich; 1813-1888,hist.um,pamiatkar                     | für Imrich Henszelmann, Umweltschützer,?                                                                      | č. NKP: 802-1068/2 Stand des NKP: Name: TABUĽA PAMÄTNÁ                               |
| ja   | Datei hochladen | Bürgerhaus(sk) ObjektID: 802-3434/0                                     | Hlavná ul. 33 Standort KG: Stredné Mesto Konskr.Nr.: 107                             | sieňový,radový                                                      | Reihenhaus, Vorhof                                                                                            | č. NKP: 802-3434/0 Stand des NKP: Name: DOM MEŠTIANSKY                               |
| ja   | Datei hochladen | Bürgerhaus(sk) ObjektID: 802-1070/0                                     | Hlavná ul. 34 Standort KG: Stredné Mesto Konskr.Nr.: 20                              | priechodový,radový                                                  | Reihenhaus, Passage                                                                                           | č. NKP: 802-1070/0 Stand des NKP: Name: DOM MEŠTIANSKY                               |
| ja   | Datei hochladen | Bürgerhaus(sk) ObjektID: 802-1069/0                                     | Hlavná ul. 35 Standort KG: Stredné Mesto Konskr.Nr.: 106                             | priechodový,radový                                                  | Reihenhaus, Passage                                                                                           | č. NKP: 802-1069/0 Stand des NKP: Name: DOM MEŠTIANSKY                               |
| ja   | Datei hochladen | Bürgerhaus(sk) ObjektID: 802-1072/0                                     | Hlavná ul. 36 Standort KG: Stredné Mesto Konskr.Nr.: 421                             | priechodový,radový                                                  | Reihenhaus, Passage                                                                                           | č. NKP: 802-1072/0 Stand des NKP: Name: DOM MEŠTIANSKY                               |
| ja   | Datei hochladen | Bürgerhaus(sk) ObjektID: 802-1071/0                                     | Hlavná ul. 37 Standort KG: Stredné Mesto Konskr.Nr.: 105                             | sieňový+priechod,radový; Novellyho dom                              | Reihenhaus, Passage, Vorhof, Haus Novelly                                                                     | č. NKP: 802-1071/0 Stand des NKP: Name: DOM MEŠTIANSKY                               |
| ja   | Datei hochladen | Bürgerhaus(sk) ObjektID: 802-1073/0                                     | Hlavná ul. 38 Standort KG: Stredné Mesto Konskr.Nr.: 22,373,374,376,413              | priechodový,radový                                                  | Reihenhaus, Passage                                                                                           | č. NKP: 802-1073/0 Stand des NKP: Name: DOM MEŠTIANSKY                               |
| ja   | Datei hochladen | Stadtpalais(sk) ObjektID: 802-1074/1                                    | Hlavná ul. 40 Standort KG: Stredné Mesto Konskr.Nr.: 23                              | prejazdový,radový; Vitézov dom,Vitézov dvor                         | Reihenhaus, Passage                                                                                           | č. NKP: 802-1074/1 Stand des NKP: Name: PALÁC MESTSKÝ PAMÄTNÝ                        |
| ja   | Datei hochladen | Gedenktafel(sk) ObjektID: 802-1074/2                                    | Hlavná ul. 40 Standort KG: Stredné Mesto Konskr.Nr.: 23                              | Hemerka Oldřich; 1862-1946,skladateľ,dirigent                       | für Oldřich Hemerka, Komponist, Dirigent                                                                      | č. NKP: 802-1074/2 Stand des NKP: Name: TABUĽA PAMÄTNÁ                               |
| ja   | Datei hochladen | Bürgerhaus(sk) ObjektID: 802-3435/0                                     | Hlavná ul. 41 Standort KG: Stredné Mesto Konskr.Nr.: 103                             | prejazdový,nárožný                                                  | Eckhaus, Passage                                                                                              | č. NKP: 802-3435/0 Stand des NKP: Name: DOM MEŠTIANSKY                               |
| ja   | Datei hochladen | Bürgerhaus(sk) ObjektID: 802-1076/0                                     | Hlavná ul. 42 Standort KG: Stredné Mesto Konskr.Nr.: 24,372                          | priechodový,radový; Csákyho dom,Carpáno                             | Reihenhaus, Passage, Haus Csáky                                                                               | č. NKP: 802-1076/0 Stand des NKP: Name: DOM MEŠTIANSKY                               |
| ja   | Datei hochladen | Bürgerhaus(sk) ObjektID: 802-1075/0                                     | Hlavná ul. 43 Standort KG: Stredné Mesto Konskr.Nr.: 190,102                         | prejazdový,radový                                                   | Reihenhaus, Passage                                                                                           | č. NKP: 802-1075/0 Stand des NKP: Name: DOM MEŠTIANSKY                               |
| ja   | Datei hochladen | Wohnhaus(sk) ObjektID: 802-3436/0                                       | Hlavná ul. 44 Standort KG: Stredné Mesto Konskr.Nr.: 25                              | schodiskový,radový; nájomný dom                                     | Reihenhaus, Haus der Freigiebigkeit                                                                           | č. NKP: 802-3436/0 Stand des NKP: Name: DOM BYTOVÝ                                   |
| ja   | Datei hochladen | Bürgerhaus(sk) ObjektID: 802-1077/0                                     | Hlavná ul. 45 Standort KG: Stredné Mesto Konskr.Nr.: 101                             | prejazdový,radový; Weltnerov dom                                    | Reihenhaus, Passage, Haus Weltner                                                                             | č. NKP: 802-1077/0 Stand des NKP: Name: DOM MEŠTIANSKY                               |
| ja   | Datei hochladen | Bürgerhaus(sk) ObjektID: 802-1079/0                                     | Hlavná ul. 46 Standort KG: Stredné Mesto Konskr.Nr.: 26                              | radový,prejazdový                                                   | Reihenhaus, Passage                                                                                           | č. NKP: 802-1079/0 Stand des NKP: Name: DOM MEŠTIANSKY                               |
| ja   | Datei hochladen | Bürgerhaus(sk) ObjektID: 802-1078/0                                     | Hlavná ul. 47 Standort KG: Stredné Mesto Konskr.Nr.: 100                             | prejazdový,radový                                                   | Reihenhaus, Passage                                                                                           | č. NKP: 802-1078/0 Stand des NKP: Name: DOM MEŠTIANSKY                               |
| ja   | Datei hochladen | Stadtpalais(sk) ObjektID: 802-1080/0                                    | Hlavná ul. 48 Standort KG: Stredné Mesto Konskr.Nr.: 27                              | prejazdový,radový; Barkóczyho palác                                 | Reihenhaus, Passage, Palast Barkóczy                                                                          | č. NKP: 802-1080/0 Stand des NKP: Name: PALÁC MESTSKÝ                                |
| ja   | Datei hochladen | Bürgerhaus(sk) ObjektID: 802-3437/0                                     | Hlavná ul. 49 Standort KG: Stredné Mesto Konskr.Nr.: 99                              | prejazdový,radový; Spielmanov dom                                   | Reihenhaus, Passage, Haus Spielman                                                                            | č. NKP: 802-3437/0 Stand des NKP: Name: DOM MEŠTIANSKY                               |
| ja   | Datei hochladen | Bürgerhaus(sk) ObjektID: 802-1082/0                                     | Hlavná ul. 50 Standort KG: Stredné Mesto Konskr.Nr.: 28                              | prejazdový,radový                                                   | Reihenhaus, Passage                                                                                           | č. NKP: 802-1082/0 Stand des NKP: Name: DOM MEŠTIANSKY                               |
| ja   | Datei hochladen | Bürgerhaus(sk) ObjektID: 802-1081/0                                     | Hlavná ul. 51 Standort KG: Stredné Mesto Konskr.Nr.: 98                              | prejazdový,radový                                                   | Reihenhaus, Passage                                                                                           | č. NKP: 802-1081/0 Stand des NKP: Name: DOM MEŠTIANSKY                               |
| ja   | Datei hochladen | Bürgerhaus(sk) ObjektID: 802-1083/0                                     | Hlavná ul. 52 Standort KG: Stredné Mesto Konskr.Nr.: 380                             | prejazdový,radový                                                   | Reihenhaus, Passage                                                                                           | č. NKP: 802-1083/0 Stand des NKP: Name: DOM MEŠTIANSKY                               |
| ja   | Datei hochladen | Bürgerhaus(sk) ObjektID: 802-3438/0                                     | Hlavná ul. 53 Standort KG: Stredné Mesto Konskr.Nr.: 97                              | prejazdový,radový                                                   | Reihenhaus, Passage                                                                                           | č. NKP: 802-3438/0 Stand des NKP: Name: DOM MEŠTIANSKY                               |
| ja   | Datei hochladen | Bürgerhaus(sk) ObjektID: 802-1085/0                                     | Hlavná ul. 54 Standort KG: Stredné Mesto Konskr.Nr.: 30,375                          | priechodový,radový                                                  | Reihenhaus, Passage                                                                                           | č. NKP: 802-1085/0 Stand des NKP: Name: DOM MEŠTIANSKY                               |
| ja   | Datei hochladen | Bürgerhaus(sk) ObjektID: 802-1084/0                                     | Hlavná ul. 55 Standort KG: Stredné Mesto Konskr.Nr.: 96                              | prejazdový,radový                                                   | Reihenhaus, Passage                                                                                           | č. NKP: 802-1084/0 Stand des NKP: Name: DOM MEŠTIANSKY                               |
| ja   | Datei hochladen | Bürgerhaus(sk) ObjektID: 802-1087/0                                     | Hlavná ul. 56 Standort KG: Stredné Mesto Konskr.Nr.: 31                              | prejazdový,radový                                                   | Reihenhaus, Passage                                                                                           | č. NKP: 802-1087/0 Stand des NKP: Name: DOM MEŠTIANSKY                               |
| ja   | Datei hochladen | Bürgerhaus(sk) ObjektID: 802-1086/1                                     | Hlavná ul. 57 Standort KG: Stredné Mesto Konskr.Nr.: 95                              | prejazdový,radový                                                   | Reihenhaus, Passage                                                                                           | č. NKP: 802-1086/1 Stand des NKP: Name: DOM MEŠTIANSKY                               |
| ja   | Datei hochladen | Bürgerhaus(sk) ObjektID: 802-1089/1                                     | Hlavná ul. 58 Standort KG: Stredné Mesto Konskr.Nr.: 429                             | prejazdový,radový                                                   | Reihenhaus, Passage                                                                                           | č. NKP: 802-1089/1 Stand des NKP: Name: DOM MEŠTIANSKY                               |
| ja   | Datei hochladen | Rathaus(sk) ObjektID: 802-1088/1                                        | Hlavná ul. 59 Standort KG: Stredné Mesto Konskr.Nr.: 94                              | prejazdový,radový; Historická radnica                               | Reihenhaus, Passage, historisches Rathaus                                                                     | č. NKP: 802-1088/1 Stand des NKP: Name: RADNICA PAMÄTNÁ                              |
| ja   | Datei hochladen | Gedenktafel(sk) ObjektID: 802-1088/2                                    | Hlavná ul. 59 Standort KG: Stredné Mesto Konskr.Nr.: 94                              | Kutuzov M.I.; 1805-1806,pobyt v meste                               | für Michail Illarionowitsch Kutusow, Aufenthalt in der Stadt, russischer Kommandant der napoleonischen Kriege | č. NKP: 802-1088/2 Stand des NKP: Name: TABUĽA PAMÄTNÁ                               |
| ja   | Datei hochladen | Bürgerhaus(sk) ObjektID: 802-3439/1                                     | Hlavná ul. 60 Standort KG: Stredné Mesto Konskr.Nr.: 33                              | priechodový,radový                                                  | Reihenhaus, Passage                                                                                           | č. NKP: 802-3439/1 Stand des NKP: Name: DOM MEŠTIANSKY                               |
| ja   | Datei hochladen | Bürgerhaus(sk) ObjektID: 802-1090/1                                     | Hlavná ul. 61 Standort KG: Stredné Mesto Konskr.Nr.: 93                              | priechodový,radový                                                  | Reihenhaus, Passage                                                                                           | č. NKP: 802-1090/1 Stand des NKP: Name: DOM MEŠTIANSKY                               |
| ja   | Datei hochladen | Bürgerhaus(sk) ObjektID: 802-3440/0                                     | Hlavná ul. 62 Standort KG: Stredné Mesto Konskr.Nr.: 34,366                          | radový                                                              | Reihenhaus | č. NKP: 802-3440/0 Stand des NKP: Name: DOM MEŠTIANSKY                               |
| ja   | Datei hochladen | Bürgerhaus(sk) ObjektID: 802-3441/0                                     | Hlavná ul. 63 Standort KG: Stredné Mesto Konskr.Nr.: 92,101                          | Kaviareň Slávia,Bauer                                               | Hotel & Café Slávia                                                                                           | č. NKP: 802-3441/0 Stand des NKP: Name: DOM MEŠTIANSKY                               |
| ja   | Datei hochladen | Bürgerhaus(sk) ObjektID: 802-1092/1                                     | Hlavná ul. 64 Standort KG: Stredné Mesto Konskr.Nr.: 35,369                          | priechodový,nárožný                                                 | Reihenhaus, Passage                                                                                           | č. NKP: 802-1092/1 Stand des NKP: Name: DOM MEŠTIANSKY                               |
| ja   | Datei hochladen | Bürgerhaus(sk) Leutschauer Haus ObjektID: 802-1091/0                    | Hlavná ul. 65 Standort KG: Stredné Mesto Konskr.Nr.: 91                              | nárožný; Levočský dom                                               | Eckhaus, Haus                                                                                                 | č. NKP: 802-1091/0 Stand des NKP: Name: DOM MEŠTIANSKY                               |
| ja   | Datei hochladen | Ursulinenkloster(sk) ObjektID: 802-1094/1                               | Hlavná ul. 66 Standort KG: Stredné Mesto Konskr.Nr.: 36                              | konvent uršulínok                                                   | | č. NKP: 802-1094/1 Stand des NKP: Name: KLÁŠTOR URŠULÍNIEK                           |
| ja   | Datei hochladen | Prämonstratenserkloster(sk) ObjektID: 802-1093/1                        | Hlavná ul. 67 Standort KG: Stredné Mesto Konskr.Nr.: 90                              | chodbový,radový; Kráľovský dom                                      | Reihenhaus, Haus Kráľov                                                                                       | č. NKP: 802-1093/1 Stand des NKP: Name: KLÁŠTOR PREMONŠTRÁTOV                        |
| ja   | Datei hochladen | Gedenktafel(sk) ObjektID: 802-1093/5                                    | Hlavná ul. 67 Standort KG: Stredné Mesto Konskr.Nr.: 90                              | 1.košická univerzita; pamätná tab.1.košickej univ.                  | für die 1. Universität Kaschau                                                                                | č. NKP: 802-1093/5 Stand des NKP: Name: TABUĽA PAMÄTNÁ                               |
| ja   | Datei hochladen | Verwaltungsgebäude(sk) ObjektID: 802-1096/1                             | Hlavná ul. 68 Standort KG: Stredné Mesto Konskr.Nr.: 37                              | radový; palác Spišskej komory                                       | Reihenhaus,                                                                                                   | č. NKP: 802-1096/1 Stand des NKP: Name: BUDOVA ADMINISTRATÍVNA                       |
| ja   | Datei hochladen | Gedenktafel(sk) ObjektID: 802-1096/2                                    | Hlavná ul. 68 Standort KG: Stredné Mesto Konskr.Nr.: 37                              | Bátsány J.; 1763-1845,básnik,revoluc.                               | für János Batsányi, ungarischer Dichter, Revolutionär                                                         | č. NKP: 802-1096/2 Stand des NKP: Name: TABUĽA PAMÄTNÁ                               |
| ja   | Datei hochladen | Bürgerhaus(sk) ObjektID: 802-1095/1                                     | Hlavná ul. 69 Standort KG: Stredné Mesto Konskr.Nr.: 89                              | radový,prejazdový; Jalta                                            | Reihenhaus, Passage, Jalta                                                                                    | č. NKP: 802-1095/1 Stand des NKP: Name: DOM MEŠTIANSKY                               |
| ja   | Datei hochladen | Gedenktafel(sk) ObjektID: 802-1095/2                                    | Hlavná ul. 69 Standort KG: Stredné Mesto Konskr.Nr.: 89                              | Bocatius Ján; 1599-1621 richtár,humanista                           | für Ján Bocatius, Bürgermeister, Humanist                                                                     | č. NKP: 802-1095/2 Stand des NKP: Name: TABUĽA PAMÄTNÁ                               |
| ja   | Datei hochladen | Bürgerhaus(sk) ObjektID: 802-1097/0                                     | Hlavná ul. 70 Standort KG: Stredné Mesto Konskr.Nr.: 38                              | radový,prejazdový; Abovská stolica                                  | Reihenhaus, Passage, ?Stuhl                                                                                   | č. NKP: 802-1097/0 Stand des NKP: Name: DOM MEŠTIANSKY                               |
| ja   | Datei hochladen | Kirche(sk) ObjektID: 802-1093/2                                         | Hlavná ul. 71 Standort KG: Stredné Mesto Konskr.Nr.: 69                              | r.k.sv.Trojice; univerzitný kostol                                  | römisch-katholische Dreifaltigkeitskirche, Universitätskirche                                                 | č. NKP: 802-1093/2 Stand des NKP: Name: KOSTOL                                       |
| ja   | Datei hochladen | Gedenktafel(sk) ObjektID: 802-1093/4                                    | Hlavná ul. 67 Standort KG: Stredné Mesto Konskr.Nr.: 90                              | Záborský Jonáš; 1812-1876,spisovateľ,kňaz                           | für Jonáš Záborský, Schriftsteller, kath. Priester                                                            | č. NKP: 802-1093/4 Stand des NKP: Name: TABUĽA PAMÄTNÁ                               |
| ja   | Datei hochladen | Bürgerhaus(sk) ObjektID: 802-3442/1                                     | Hlavná ul. 71 Standort KG: Stredné Mesto Konskr.Nr.: 88                              | priechodový,radový; Žobrák,U žobráka                                | Reihenhaus, Passage, Haus des Bettlers                                                                        | č. NKP: 802-3442/1 Stand des NKP: Name: DOM MEŠTIANSKY                               |
| ja   | Datei hochladen | Wandmalerei ?(sk) ObjektID: 802-3442/2                                  | Hlavná ul. 71 Standort KG: Stredné Mesto Konskr.Nr.: 88                              | figurálna; žatevné motívy,erb                                       | figurale Motive, Wappen                                                                                       | č. NKP: 802-3442/2 Stand des NKP: Name: MAĽBA NÁSTENNÁ-VSA                           |
| ja   | Datei hochladen | Statue(sk) ObjektID: 802-3442/3                                         | Hlavná ul. 71 Standort KG: Stredné Mesto Konskr.Nr.: 88                              | žobráka; Socha žobráka                                              | "Bettler" auf dem First                                                                                       | č. NKP: 802-3442/3 Stand des NKP: Name: SOCHA-VSA                                    |
| ja   | Datei hochladen | Stadtpalais(sk) ObjektID: 802-1098/1                                    | Hlavná ul. 72 Standort KG: Stredné Mesto Konskr.Nr.: 39                              | prejazdový,nárožný; Ústavný súd                                     | Eckhaus, Passage, Verfassungsgericht                                                                          | č. NKP: 802-1098/1 Stand des NKP: Name: PALÁC MESTSKÝ                                |
| ja   | Datei hochladen | Wirtschaftsgebäude(sk) ObjektID: 802-1098/2                             | Hlavná ul. 72 Standort KG: Stredné Mesto Konskr.Nr.: 365                             | murovaná; býv.kočiareň                                              | | č. NKP: 802-1098/2 Stand des NKP: Name: STAVBA HOSPODÁRSKA                           |
| ja   | Datei hochladen | Bürgerhaus(sk) ObjektID: 802-3443/0                                     | Hlavná ul. 74 Standort KG: Stredné Mesto Konskr.Nr.: 363                             | nárožný                                                             | Eckhaus | č. NKP: 802-3443/0 Stand des NKP: Name: DOM MEŠTIANSKY                               |
| ja   | Datei hochladen | Bürgerhaus(sk) ObjektID: 802-3444/0                                     | Hlavná ul. 75 Standort KG: Stredné Mesto Konskr.Nr.: 86                              | radový,priechodový                                                  | Reihenhaus, Passage                                                                                           | č. NKP: 802-3444/0 Stand des NKP: Name: DOM MEŠTIANSKY                               |
| ja   | Datei hochladen | ehemaliges Kasino(sk) ObjektID: 802-1099/0                              | Hlavná ul. 76 Standort KG: Stredné Mesto Konskr.Nr.: 1315                            | radový,schodiskový; divadlo Smer,kino Partizán                      | Reihenhaus, Theater Smer, Kino Partisan                                                                       | č. NKP: 802-1099/0 Stand des NKP: Name: KASÍNO                                       |
| ja   | Datei hochladen | Bürgerhaus(sk) ObjektID: 802-3445/0                                     | Hlavná ul. 77 Standort KG: Stredné Mesto Konskr.Nr.: 85                              | prejazdový,radový                                                   | Reihenhaus, Passage                                                                                           | č. NKP: 802-3445/0 Stand des NKP: Name: DOM MEŠTIANSKY                               |
| ja   | Datei hochladen | Bürgerhaus(sk) ObjektID: 802-3446/0                                     | Hlavná ul. 78 Standort KG: Stredné Mesto Konskr.Nr.: 42                              | priechodový,radový; Zlatá hus                                       | Reihenhaus, Passage, Goldene Gans                                                                             | č. NKP: 802-3446/0 Stand des NKP: Name: DOM MEŠTIANSKY                               |
| ja   | Datei hochladen | Bürgerhaus(sk) ObjektID: 802-3447/0                                     | Hlavná ul. 79 Standort KG: Stredné Mesto Konskr.Nr.: 84                              | nárožný,prejazdový; Melczerov dom                                   | Eckhaus, Passage, Haus Melczer                                                                                | č. NKP: 802-3447/0 Stand des NKP: Name: DOM MEŠTIANSKY                               |
| ja   | Datei hochladen | Bürgerhaus(sk) ObjektID: 802-3448/0                                     | Hlavná ul. 80 Standort KG: Stredné Mesto Konskr.Nr.: 309                             | prejazdový,radový                                                   | Reihenhaus, Passage                                                                                           | č. NKP: 802-3448/0 Stand des NKP: Name: DOM MEŠTIANSKY                               |
| ja   | Datei hochladen | Stadtpalais, Palais Andrássy (Andrášiho palác)(sk) ObjektID: 802-3449/0 | Hlavná ul. 81 Standort KG: Stredné Mesto Konskr.Nr.: 83                              | prejazdový,nárožný; Andrássyho pálac                                | Eckhaus, Passage,Palast Andrássy                                                                              | č. NKP: 802-3449/0 Stand des NKP: Name: PALÁC MESTSKÝ                                |
| ja   | Datei hochladen | Bürgerhaus(sk) ObjektID: 802-3450/0                                     | Hlavná ul. 82 Standort KG: Stredné Mesto Konskr.Nr.: 44                              | prejazdový,radový                                                   | Reihenhaus, Passage                                                                                           | č. NKP: 802-3450/0 Stand des NKP: Name: DOM MEŠTIANSKY                               |
| ja   | Datei hochladen | Bürgerhaus(sk) ObjektID: 802-3451/0                                     | Hlavná ul. 83 Standort KG: Stredné Mesto Konskr.Nr.: 82                              | prejazdový,radový                                                   | Reihenhaus, Passage                                                                                           | č. NKP: 802-3451/0 Stand des NKP: Name: DOM MEŠTIANSKY                               |
| ja   | Datei hochladen | Stadtpalais(sk) ObjektID: 802-3452/0                                    | Hlavná ul. 84 Standort KG: Stredné Mesto Konskr.Nr.: 45,355,356,357,358              | radový,prejazdový; Berzeviczyho palác                               | Reihenhaus, Passage, Palast Berzeviczy                                                                        | č. NKP: 802-3452/0 Stand des NKP: Name: PALÁC MESTSKÝ                                |
| ja   | Datei hochladen | Bürgerhaus(sk) ObjektID: 802-3531/0                                     | Hlavná ul. 85 Standort KG: Stredné Mesto Konskr.Nr.: 81                              | prejazdový,radový; Bagdad                                           | Reihenhaus, Passage,                                                                                          | č. NKP: 802-3531/0 Stand des NKP: Name: DOM MEŠTIANSKY                               |
| ja   | Datei hochladen | Bürgerhaus(sk) ObjektID: 802-3453/0                                     | Hlavná ul. 86 Standort KG: Stredné Mesto Konskr.Nr.: 46                              | prejazdový,radový                                                   | Reihenhaus, Passage                                                                                           | č. NKP: 802-3453/0 Stand des NKP: Name: DOM MEŠTIANSKY                               |
| ja   | Datei hochladen | Bürgerhaus(sk) ObjektID: 802-3454/0                                     | Hlavná ul. 87 Standort KG: Stredné Mesto Konskr.Nr.: 140 (80)                        | prejazdový,nárožný                                                  | Eckhaus, Passage                                                                                              | č. NKP: 802-3454/0 Stand des NKP: Name: DOM MEŠTIANSKY                               |
| ja   | Datei hochladen | Stadtpalais(sk) ObjektID: 802-1101/0                                    | Hlavná ul. 88 Standort KG: Stredné Mesto Konskr.Nr.: 47,347,348,349-352              | prejazdový,radový; Slovenské technické múzeum                       | Reihenhaus, Passage, slowakisches Technikmuseum                                                               | č. NKP: 802-1101/0 Stand des NKP: Name: PALÁC MESTSKÝ                                |
| ja   | Datei hochladen | Franziskanerkonvent(sk) ObjektID: 802-1100/1                            | Hlavná ul. 89 Standort KG: Stredné Mesto Konskr.Nr.: 150                             | kňazský seminár sv.Karla Borom                                      | Priesterseminar St. Karel Borom                                                                               | č. NKP: 802-1100/1 Stand des NKP: Name: KONVENT FRANTIŠKÁNOV                         |
| ja   | Datei hochladen | Franziskanerkirche(sk) Franziskanerkirche ObjektID: 802-1100/2          | Hlavná ul. 89 Standort KG: Stredné Mesto Konskr.Nr.:                                 | r.k.sv.Antona Paduánskeho; františkánsky kostol,seminárny           | römisch-katholische Kirche St. Anton von Padua, Franziskanerkirche                                            | č. NKP: 802-1100/2 Stand des NKP: Name: KOSTOL                                       |
| ja   | Datei hochladen | Gedenktafel(sk) ObjektID: 802-1100/3                                    | Hlavná ul. 89 Standort KG: Stredné Mesto Konskr.Nr.: 79                              | obete fašizmu                                                       | für die Opfer des Faschismus                                                                                  | č. NKP: 802-1100/3 Stand des NKP: Name: TABUĽA PAMÄTNÁ                               |
| ja   | Datei hochladen | Statue(sk) ObjektID: 802-1100/5                                         | Hlavná ul. 89 Standort KG: Stredné Mesto Konskr.Nr.:                                 | Panna Mária; Panna Mária a 2 putti                                  | Jungfrau Maria und zwei Putten                                                                                | č. NKP: 802-1100/5 Stand des NKP: Name: SOCHA-VSA                                    |
| ja   | Datei hochladen | Statue(sk) ObjektID: 802-1100/6                                         | Hlavná ul. 89 Standort KG: Stredné Mesto Konskr.Nr.:                                 | sv.Klára; kópia barok.sochy sv.Kláry                                | St. Klara, Kopie einer barocken Statue                                                                        | č. NKP: 802-1100/6 Stand des NKP: Name: SOCHA-KÓPIA-VSA                              |
| ja   | Datei hochladen | Statue(sk) ObjektID: 802-1100/7                                         | Hlavná ul. 89 Standort KG: Stredné Mesto Konskr.Nr.:                                 | sv.Margita Antiochijská; kópia barok.sochy sv.Margity               | St. Margareta von Antiochia, Kopie einer barocken Statue                                                      | č. NKP: 802-1100/7 Stand des NKP: Name: SOCHA-KÓPIA-VSA                              |
| ja   | Datei hochladen | Statue(sk) ObjektID: 802-1100/8                                         | Hlavná ul. 89 Standort KG: Stredné Mesto Konskr.Nr.:                                 | sv.František z Assisi; socha sv.Františka                           | St. Franz von Assisi                                                                                          | č. NKP: 802-1100/8 Stand des NKP: Name: SOCHA-VSA                                    |
| ja   | Datei hochladen | Statue(sk) ObjektID: 802-1100/9                                         | Hlavná ul. 89 Standort KG: Stredné Mesto Konskr.Nr.:                                 | sv.Anton Paduánsky; socha sv.Antona                                 | St. Anton von Padua                                                                                           | č. NKP: 802-1100/9 Stand des NKP: Name: SOCHA-VSA                                    |
| ja   | Datei hochladen | Relief(sk) ObjektID: 802-1100/10                                        | Hlavná ul. 89 Standort KG: Stredné Mesto Konskr.Nr.:                                 | Ukrižovanie Krista; reliéf Ukrižovania Krista                       | Kreuzigung Christi                                                                                            | č. NKP: 802-1100/10 Stand des NKP: Name: RELIÉF-VSA                                  |
| ja   | Datei hochladen | Relief(sk) ObjektID: 802-1100/11                                        | Hlavná ul. 89 Standort KG: Stredné Mesto Konskr.Nr.:                                 | Bičovanie Krista; reliéf Bičovania Krista                           | Auspeitschen Christi                                                                                          | č. NKP: 802-1100/11 Stand des NKP: Name: RELIÉF-VSA                                  |
| ja   | Datei hochladen | Relief(sk) ObjektID: 802-1100/12                                        | Hlavná ul. 89 Standort KG: Stredné Mesto Konskr.Nr.:                                 | Korunovanie Krista tŕním; reliéf Korunovania tŕním                  | Dornenkrönung Christi                                                                                         | č. NKP: 802-1100/12 Stand des NKP: Name: RELIÉF-VSA                                  |
| ja   | Datei hochladen | Bürgerhaus(sk) ObjektID: 802-1103/0                                     | Hlavná ul. 90 Standort KG: Stredné Mesto Konskr.Nr.: 290                             | prejazdový,radový; depozity Slov.tech.múzea KE                      | Reihenhaus, Passage, Auslagerungendes technischen Museums                                                     | č. NKP: 802-1103/0 Stand des NKP: Name: DOM MEŠTIANSKY                               |
| ja   | Datei hochladen | Stadtpalais(sk) ObjektID: 802-1102/0                                    | Hlavná ul. 91 Standort KG: Stredné Mesto Konskr.Nr.: 292                             | radový; šľacht.konvikt,kráľovský konv.                              | | č. NKP: 802-1102/0 Stand des NKP: Reihenhaus,königliches Konvikt Name: PALÁC MESTSKÝ |
| ja   | Datei hochladen | Stadtpalais(sk) ObjektID: 802-3455/0                                    | Hlavná ul. 92 Standort KG: Stredné Mesto Konskr.Nr.: 49                              | radový                                                              | Reihenhaus | č. NKP: 802-3455/0 Stand des NKP: Name: PALÁC MESTSKÝ                                |
| ja   | Datei hochladen | Bürgerhaus(sk) ObjektID: 802-1104/0                                     | Hlavná ul. 93 Standort KG: Stredné Mesto Konskr.Nr.: 77                              | prejazdový,radový                                                   | Reihenhaus, Passage                                                                                           | č. NKP: 802-1104/0 Stand des NKP: Name: DOM MEŠTIANSKY                               |
| ja   | Datei hochladen | Bürgerhaus(sk) ObjektID: 802-3456/0                                     | Hlavná ul. 94 Standort KG: Stredné Mesto Konskr.Nr.: 50,342,343,344                  | prejazdový,radový                                                   | Reihenhaus, Passage                                                                                           | č. NKP: 802-3456/0 Stand des NKP: Name: DOM MEŠTIANSKY                               |
| ja   | Datei hochladen | Bürgerhaus(sk) ObjektID: 802-3457/0                                     | Hlavná ul. 95 Standort KG: Stredné Mesto Konskr.Nr.: 150                             | prejazdový,radový; Reštaurácia Veverička                            | Reihenhaus, Passage, Restaurant Veverička                                                                     | č. NKP: 802-3457/0 Stand des NKP: Name: DOM MEŠTIANSKY                               |
| ja   | Datei hochladen | Bürgerhaus(sk) ObjektID: 802-3458/0                                     | Hlavná ul. 96 Standort KG: Stredné Mesto Konskr.Nr.: 51,341                          | prejazdový,radový                                                   | Reihenhaus, Passage                                                                                           | č. NKP: 802-3458/0 Stand des NKP: Name: DOM MEŠTIANSKY                               |
| ja   | Datei hochladen | Bürgerhaus(sk) ObjektID: 802-1105/0                                     | Hlavná ul. 97 Standort KG: Stredné Mesto Konskr.Nr.: 161                             | sieňový+prejazd,radový; dom s pavlačou                              | Reihenhaus, Passage, Vorhof, Haus mit Galerie                                                                 | č. NKP: 802-1105/0 Stand des NKP: Name: DOM MEŠTIANSKY                               |
| ja   | Datei hochladen | Bürgerhaus(sk) ObjektID: 802-1107/0                                     | Hlavná ul. 98 Standort KG: Stredné Mesto Konskr.Nr.: 52,340                          | prejazdový,radový                                                   | Reihenhaus, Passage                                                                                           | č. NKP: 802-1107/0 Stand des NKP: Name: DOM MEŠTIANSKY                               |
| ja   | Datei hochladen | Bürgerhaus(sk) ObjektID: 802-1106/0                                     | Hlavná ul. 99 Standort KG: Stredné Mesto Konskr.Nr.: 74                              | prejazdový,radový                                                   | Reihenhaus, Passage                                                                                           | č. NKP: 802-1106/0 Stand des NKP: Name: DOM MEŠTIANSKY                               |
| ja   | Datei hochladen | Bürgerhaus(sk) ObjektID: 802-1109/0                                     | Hlavná ul. 100 Standort KG: Stredné Mesto Konskr.Nr.: 53,338,339                     | prejazdový,radový; Invalidovňa                                      | Reihenhaus, Passage, Die Invaliden                                                                            | č. NKP: 802-1109/0 Stand des NKP: Name: DOM MEŠTIANSKY                               |
| ja   | Datei hochladen | Bürgerhaus(sk) ObjektID: 802-1108/0                                     | Hlavná ul. 101 Standort KG: Stredné Mesto Konskr.Nr.: 168                            | radový,prejazdový; Hotel Ambasádor                                  | Reihenhaus, Passage, Hotel Ambassador                                                                         | č. NKP: 802-1108/0 Stand des NKP: Name: DOM MEŠTIANSKY                               |
| ja   | Datei hochladen | Bürgerhaus(sk) ObjektID: 802-1110/0                                     | Hlavná ul. 102 Standort KG: Stredné Mesto Konskr.Nr.: 54,271                         | prejazdový,radový                                                   | Reihenhaus, Passage                                                                                           | č. NKP: 802-1110/0 Stand des NKP: Name: DOM MEŠTIANSKY                               |
| ja   | Datei hochladen | Bürgerhaus(sk) ObjektID: 802-3459/0                                     | Hlavná ul. 103 Standort KG: Stredné Mesto Konskr.Nr.: 72,172                         | prejazdový,radový                                                   | Reihenhaus, Passage                                                                                           | č. NKP: 802-3459/0 Stand des NKP: Name: DOM MEŠTIANSKY                               |
| ja   | Datei hochladen | Bürgerhaus(sk) ObjektID: 802-3460/0                                     | Hlavná ul. 104 Standort KG: Stredné Mesto Konskr.Nr.: 55                             | radový                                                              | Reihenhaus | č. NKP: 802-3460/0 Stand des NKP: Name: DOM MEŠTIANSKY                               |
| ja   | Datei hochladen | Bürgerhaus(sk) ObjektID: 802-1111/0                                     | Hlavná ul. 105 Standort KG: Stredné Mesto Konskr.Nr.: 71                             | prejazdový,radový                                                   | Reihenhaus, Passage                                                                                           | č. NKP: 802-1111/0 Stand des NKP: Name: DOM MEŠTIANSKY                               |
| ja   | Datei hochladen | Bürgerhaus(sk) ObjektID: 802-3461/0                                     | Hlavná ul. 106 Standort KG: Stredné Mesto Konskr.Nr.: 56                             | nárožný                                                             | Eckhaus | č. NKP: 802-3461/0 Stand des NKP: Name: DOM MEŠTIANSKY                               |
| ja   | Datei hochladen | Stadtpalais(sk) ObjektID: 802-3462/0                                    | Hlavná ul. 108 Standort KG: Stredné Mesto Konskr.Nr.: 257                            | nárožný                                                             | Eckhaus | č. NKP: 802-3462/0 Stand des NKP: Name: PALÁC MESTSKÝ                                |
|      | Datei hochladen | Burgmauer(sk) ObjektID: 802-1049/22                                     | Hlavná ul. 110 KG: Stredné Mesto Konskr.Nr.: 58                                      | kurtina; vonkajší okruh hradieb                                     | Kurtin, äußerer Mauerring                                                                                     | č. NKP: 802-1049/22 Stand des NKP: Name: MÚR HRADBOVÝ                                |
| ja   | Datei hochladen | ehemalige Kaserne(sk) ObjektID: 802-3463/0                              | Hlavná ul. 110 Standort KG: Stredné Mesto Konskr.Nr.: 58                             | chodbové,radové; Jiskrove kasárne, Ústavny súd Slovenskej republiky | Doppel-Reihenhaus, Jiskra Kaserne, Verfassungsgericht der Slowakischen Republik                               | č. NKP: 802-3463/0 Stand des NKP: Name: KASÁRNE                                      |
| ja   | Datei hochladen | Bürgerhaus(sk) ObjektID: 802-1114/0                                     | Hlavná ul. 113 Standort KG: Stredné Mesto Konskr.Nr.: 67                             | nárožný                                                             | Eckhaus | č. NKP: 802-1114/0 Stand des NKP: Name: DOM MEŠTIANSKY                               |
| ja   | Datei hochladen | Bürgerhaus(sk) ObjektID: 802-1116/0                                     | Hlavná ul. 115 Standort KG: Stredné Mesto Konskr.Nr.: 66                             | nárožný                                                             | Eckhaus | č. NKP: 802-1116/0 Stand des NKP: Name: DOM MEŠTIANSKY                               |
| ja   | Datei hochladen | Bürgerhaus(sk) ObjektID: 802-1115/0                                     | Hlavná ul. 116 Standort KG: Stredné Mesto Konskr.Nr.: 61                             | prejazdový,nárožný                                                  | Eckhaus, Passage                                                                                              | č. NKP: 802-1115/0 Stand des NKP: Name: DOM MEŠTIANSKY                               |
| ja   | Datei hochladen | Wohnhaus(sk) ObjektID: 802-3464/0                                       | Hlavná ul. 117 Standort KG: Stredné Mesto Konskr.Nr.: 65                             | pavlačový,nárožný                                                   | Eckhaus, Veranda                                                                                              | č. NKP: 802-3464/0 Stand des NKP: Name: DOM BYTOVÝ                                   |
| ja   | Datei hochladen | Bürgerhaus(sk) ObjektID: 802-3465/0                                     | Hlavná ul. 119 Standort KG: Stredné Mesto Konskr.Nr.: 64                             | prejazdový,radový                                                   | Reihenhaus, Passage                                                                                           | č. NKP: 802-3465/0 Stand des NKP: Name: DOM MEŠTIANSKY                               |
| ja   | Datei hochladen | Wohnhaus(sk) ObjektID: 802-3466/0                                       | Hlavná ul. 121 Standort KG: Stredné Mesto Konskr.Nr.: 1003                           | schodiskový,nárožný                                                 | Eckhaus | č. NKP: 802-3466/0 Stand des NKP: Name: DOM BYTOVÝ                                   |
| ja   | Datei hochladen | Statue auf Säule(sk) ObjektID: 802-1124/0                               | Hlavné nám. Standort KG: Stredné Mesto Konskr.Nr.:                                   | Panna Mária-Immaculata                                              | unbefleckte Jungfrau Maria                                                                                    | č. NKP: 802-1124/0 Stand des NKP: Name: SOCHA NA STĹPE                               |
| ja   | Datei hochladen | Theater(sk) Nationaltheater Košice ObjektID: 802-1123/1                 | Hlavné nám. 1 Standort KG: Stredné Mesto Konskr.Nr.: 4                               | priezorové,solitér; Východosloven.štátne divadlo                    | Staatstheater                                                                                                 | č. NKP: 802-1123/1 Stand des NKP: Name: DIVADLO                                      |
| ja   | Datei hochladen | Gedenktafel mit Relief(sk) ObjektID: 802-1123/2                         | Hlavné nám. 1 Standort KG: Stredné Mesto Konskr.Nr.: 4                               | Borodáč Ján; 1892-1964,divadelník,riaditeľ                          | für Ján Borodáč, Theaterdirektor                                                                              | č. NKP: 802-1123/2 Stand des NKP: Name: TABUĽA PAMÄTNÁ S RELIÉFOM                    |
| ja   | Datei hochladen | Kirche(sk) Dom der Heiligen Elisabeth ObjektID: 802-1117/1              | Hlavné nám. 3 Standort KG: Stredné Mesto Konskr.Nr.: 1                               | r.k.sv.Alžbety; Dóm sv.Alžbety                                      | römisch-katholische Kathedrale von St. Elisabeth                                                              | č. NKP: 802-1117/1 Stand des NKP: Name: KOSTOL                                       |
| ja   | Datei hochladen | Kirche(sk) Michaelskirche ObjektID: 802-1117/2                          | Hlavné nám. 4 Standort KG: Stredné Mesto Konskr.Nr.: 2                               | r.k.sv.Michala; Kostol sv.Michala                                   | römisch-katholische Kirche St. Michael                                                                        | č. NKP: 802-1117/2 Stand des NKP: Name: KOSTOL                                       |
| ja   | Datei hochladen | Stadtturm(sk) Urban-Turm ObjektID: 802-1117/3                           | Hlavné nám. 2 Standort KG: Stredné Mesto Konskr.Nr.: 3                               | sv.Urbana; Urbanova veža,Urbanka                                    | Turm St. Urban                                                                                                | č. NKP: 802-1117/3 Stand des NKP: Name: VEŽA MESTSKÁ                                 |
| ja   | Datei hochladen | Gedenktafel(sk) ObjektID: 802-1117/4                                    | Hlavné nám. 3 Standort KG: Stredné Mesto Konskr.Nr.: 0                               | Rákoczi František II.; 1676-1735,vojvodca                           | für Franz II. Rákóczi, ungarischer Nationalheld                                                               | č. NKP: 802-1117/4 Stand des NKP: Name: TABUĽA PAMÄTNÁ                               |
| ja   | Datei hochladen | Burgmauer(sk) ObjektID: 802-1049/17                                     | Hradbová ul. Standort KG: Stredné Mesto Konskr.Nr.:                                  | vnútorný okruh hradieb                                              | inneren Kreis der Mauern                                                                                      | č. NKP: 802-1049/17 Stand des NKP: Name: MÚR HRADBOVÝ                                |
| ja   | Datei hochladen | Burgmauer(sk) ObjektID: 802-1049/18                                     | Hradbová ul. KG: Stredné Mesto Konskr.Nr.:                                           | vnútorný okruh hradieb                                              | inneren Kreis der Mauern                                                                                      | č. NKP: 802-1049/18 Stand des NKP: Name: MÚR HRADBOVÝ                                |
| BW   | Datei hochladen | Parkmauer(sk) ObjektID: 802-1049/19                                     | Hradbová ul. 4,6,8,10,12,+ Standort KG: Stredné Mesto Konskr.Nr.: 572,571,570,569+   | vnútorný okruh hradieb                                              | inneren Kreis der Mauern                                                                                      | č. NKP: 802-1049/19 Stand des NKP: Name: MÚR PARKANOVÝ                               |
| ja   | Datei hochladen | Bürgerhaus(sk) ObjektID: 802-3373/0                                     | Hradbová ul. 4 Standort KG: Stredné Mesto Konskr.Nr.: 572                            | priechodový, radový                                                 | Reihenhaus, Passage                                                                                           | č. NKP: 802-3373/0 Stand des NKP: Name: DOM MEŠTIANSKY                               |
| BW   | Datei hochladen | Stadtmauer(sk) ObjektID: 802-1049/16                                    | Hradbová ul. 6,8,10 Standort KG: Stredné Mesto Konskr.Nr.: 571,570,569               | vnútorný okruh hradieb                                              | inneren Kreis der Mauern                                                                                      | č. NKP: 802-1049/16 Stand des NKP: Name: MÚR HRADBOVÝ                                |
| ja   | Datei hochladen | Bürgerhaus(sk) ObjektID: 802-3374/0                                     | Hradbová ul. 6 KG: Stredné Mesto Konskr.Nr.: 571                                     | priechodový,radový                                                  | Reihenhaus, Passage                                                                                           | č. NKP: 802-3374/0 Stand des NKP: Name: DOM MEŠTIANSKY                               |
| ja   | Datei hochladen | Bürgerhaus(sk) ObjektID: 802-3375/0                                     | Hradbová ul. 8 Standort KG: Stredné Mesto Konskr.Nr.: 570                            | priechodový,radový                                                  | Reihenhaus, Passage                                                                                           | č. NKP: 802-3375/0 Stand des NKP: Name: DOM MEŠTIANSKY                               |
| ja   | Datei hochladen | Bürgerhaus(sk) ObjektID: 802-3376/0                                     | Hradbová ul. 10 Standort KG: Stredné Mesto Konskr.Nr.: 569                           | priechodový,radový                                                  | Reihenhaus, Passage                                                                                           | č. NKP: 802-3376/0 Stand des NKP: Name: DOM MEŠTIANSKY                               |
| ja   | Datei hochladen | Bürgerhaus(sk) ObjektID: 802-3377/0                                     | Hradbová ul. 12 Standort KG: Stredné Mesto Konskr.Nr.: 568                           | radový,priechodový                                                  | Reihenhaus, Passage                                                                                           | č. NKP: 802-3377/0 Stand des NKP: Name: DOM MEŠTIANSKY                               |
| ja   | Datei hochladen | Bürgerhaus(sk) ObjektID: 802-3378/0                                     | Hradbová ul. 14 Standort KG: Stredné Mesto Konskr.Nr.: 567                           | priechodový,radový; nevestinec                                      | Reihenhaus, Passage, Bordell                                                                                  | č. NKP: 802-3378/0 Stand des NKP: Name: DOM MEŠTIANSKY                               |
|      | Datei hochladen | Stadtmauer(sk) ObjektID: 802-1049/7                                     | Hrnčiarska ul. KG: Stredné Mesto Konskr.Nr.:                                         | priečny; vonkajší prieč.múr pevnôstky                               | | č. NKP: 802-1049/7 Stand des NKP: Name: MÚR HRADBOVÝ                                 |
| ja   | Datei hochladen | Mietshaus, Abschnitt 1(sk) ObjektID: 802-3666/1                         | Hrnčiarska ul. 5,3 Standort KG: Stredné Mesto Konskr.Nr.: 916                        | schodiskový,sekciový                                                | | č. NKP: 802-3666/1 Stand des NKP: Name: DOM BYTOVÝ-SEKCIA I.                         |
| ja   | Datei hochladen | Bürgerhaus(sk) ObjektID: 802-4619/0                                     | Hrnčiarska ul. 6 Standort KG: Stredné Mesto Konskr.Nr.: 932,1241                     | radový                                                              | Reihenhaus | č. NKP: 802-4619/0 Stand des NKP: Name: DOM MEŠTIANSKY                               |
| ja   | Datei hochladen | Kanonenbastion(sk) ObjektID: 802-1049/9                                 | Hrnčiarska ul. 7 Standort KG: Stredné Mesto Konskr.Nr.: 919                          | rondel; Katova bašta,Henker Rondel                                  | Henker Rondell                                                                                                | č. NKP: 802-1049/9 Stand des NKP: Name: BAŠTA DELOVÁ                                 |
| ja   | Datei hochladen | Stadtmauer(sk) ObjektID: 802-1049/10                                    | Hrnčiarska ul. 7 Standort KG: Stredné Mesto Konskr.Nr.: 919                          | vonkajší okruh hradieb                                              | äußerer Mauerring                                                                                             | č. NKP: 802-1049/10 Stand des NKP: Name: MÚR HRADBOVÝ                                |
| ja   | Datei hochladen | Wohnhaus(sk) ObjektID: 802-3384/0                                       | Hrnčiarska ul. 7 Standort KG: Stredné Mesto Konskr.Nr.:                              | schodiskový,radový ; Rákocziho dom                                  | Reihenhaus, Haus Rákoczi                                                                                      | č. NKP: 802-3384/0 Stand des NKP: Name: DOM BYTOVÝ                                   |
| ja   | Datei hochladen | Parkmauer(sk) ObjektID: 802-1049/8                                      | Hrnčiarska ul. 9 Standort KG: Stredné Mesto Konskr.Nr.: 960                          | vnútorný okruh hradieb                                              | äußerer Mauerring                                                                                             | č. NKP: 802-1049/8 Stand des NKP: Name: MÚR PARKANOVÝ                                |
| ja   | Datei hochladen | Bürgerhaus(sk) ObjektID: 802-3385/0                                     | Hrnčiarska ul. 9 Standort KG: Stredné Mesto Konskr.Nr.: 961                          |                                                                     | | č. NKP: 802-3385/0 Stand des NKP: Name: DOM MEŠTIANSKY                               |
| ja   | Datei hochladen | Handwerkerhaus(sk) ObjektID: 802-4620/0                                 | Hrnčiarska ul. 10 Standort KG: Stredné Mesto Konskr.Nr.: 934                         | priechodový,radový; Brašnárstvo                                     | Reihenhaus, Passage, Der Täschner                                                                             | č. NKP: 802-4620/0 Stand des NKP: Name: DOM REMESELNÍCKY                             |
| ja   | Datei hochladen | Bürgerhaus(sk) ObjektID: 802-1139/2                                     | Hrnčiarska ul. 11 Standort KG: Stredné Mesto Konskr.Nr.: 1359                        | radový                                                              | Reihenhaus | č. NKP: 802-1139/2 Stand des NKP: Name: DOM MEŠTIANSKY II.                           |
| ja   | Datei hochladen | Bürgerhaus(sk) ObjektID: 802-1139/1                                     | Hrnčiarska ul. 13 Standort KG: Stredné Mesto Konskr.Nr.: 958                         | radový                                                              | Reihenhaus | č. NKP: 802-1139/1 Stand des NKP: Name: DOM MEŠTIANSKY I.                            |
| ja   | Datei hochladen | Stadtmauer(sk) ObjektID: 802-1049/6                                     | Hrnčiarska ul. 15 Standort KG: Stredné Mesto Konskr.Nr.: 956                         | kurtina; vonkajší okruh hradieb                                     | Kurtin, äußerer Mauerring                                                                                     | č. NKP: 802-1049/6 Stand des NKP: Name: MÚR HRADBOVÝ                                 |
| ja   | Datei hochladen | Bürgerhaus(sk) ObjektID: 802-1140/0                                     | Hrnčiarska ul. 15 Standort KG: Stredné Mesto Konskr.Nr.: 1382                        | radový; U kováča                                                    | Reihenhaus, Der Schmied                                                                                       | č. NKP: 802-1140/0 Stand des NKP: Name: DOM MEŠTIANSKY                               |
| ja   | Datei hochladen | Wohnhaus(sk) ObjektID: 802-4621/0                                       | Hrnčiarska ul. 16 Standort KG: Stredné Mesto Konskr.Nr.: 937                         | radový,pavlačový                                                    | Reihenhaus | č. NKP: 802-4621/0 Stand des NKP: Name: DOM BYTOVÝ                                   |
| ja   | Datei hochladen | Bürgerhaus(sk) ObjektID: 802-3387/0                                     | Hrnčiarska ul. 17 Standort KG: Stredné Mesto Konskr.Nr.: 954                         | priechodový,radový; U pekára                                        | Reihenhaus, Passage, Der Bäcker                                                                               | č. NKP: 802-3387/0 Stand des NKP: Name: DOM MEŠTIANSKY                               |
| BW   | Datei hochladen | Stadtmauer(sk) ObjektID: 802-1049/5                                     | Hrnčiarska ul. 19,21,23,25,27 Standort KG: Stredné Mesto Konskr.Nr.: 953,952,950-948 | kurtina; vonkajší okruh hradieb                                     | Kurtin, äußerer Mauerkreis                                                                                    | č. NKP: 802-1049/5 Stand des NKP: Name: MÚR HRADBOVÝ                                 |
| ja   | Datei hochladen | Bürgerhaus(sk) ObjektID: 802-3388/0                                     | Hrnčiarska ul. 19 Standort KG: Stredné Mesto Konskr.Nr.: 953                         | priechodový,radový; U hrnčiara                                      | Reihenhaus, Passage, Der Töpfer                                                                               | č. NKP: 802-3388/0 Stand des NKP: Name: DOM MEŠTIANSKY                               |
| ja   | Datei hochladen | Bürgerhaus(sk) ObjektID: 802-3389/0                                     | Hrnčiarska ul. 21 Standort KG: Stredné Mesto Konskr.Nr.: 952                         | priechodový,radový; U stolára                                       | Reihenhaus, Passage, Der Zimmermann                                                                           | č. NKP: 802-3389/0 Stand des NKP: Name: DOM MEŠTIANSKY                               |
| ja   | Datei hochladen | Bürgerhaus(sk) ObjektID: 802-3390/0                                     | Hrnčiarska ul. 23 Standort KG: Stredné Mesto Konskr.Nr.: 950                         | priechodový,radový; Reštaurácia U kohúta                            | Reihenhaus, Passage, Restaurant Der Hahn                                                                      | č. NKP: 802-3390/0 Stand des NKP: Name: DOM MEŠTIANSKY                               |
| ja   | Datei hochladen | Bürgerhaus(sk) ObjektID: 802-3391/0                                     | Hrnčiarska ul. 25 Standort KG: Stredné Mesto Konskr.Nr.: 949                         | prejazdový,radový; Reštaurácia U vodnára                            | Reihenhaus, Passage, Restaurant Wassermann                                                                    | č. NKP: 802-3391/0 Stand des NKP: Name: DOM MEŠTIANSKY                               |
| ja   | Datei hochladen | Bürgerhaus(sk) ObjektID: 802-1141/0                                     | Hrnčiarska ul. 27 Standort KG: Stredné Mesto Konskr.Nr.: 948                         | priechodový,radový; Reštaurácia U vodnára                           | Reihenhaus, Passage, Restaurant Wassermann                                                                    | č. NKP: 802-1141/0 Stand des NKP: Name: DOM MEŠTIANSKY                               |
| ja   | Datei hochladen | Kirche(sk) ObjektID: 802-1127/0                                         | Hrnčiarska ul. 930 Standort KG: Stredné Mesto Konskr.Nr.: 930                        | ref.; kalvínsky kostol                                              | kalvinistisch reformierte Kirche                                                                              | č. NKP: 802-1127/0 Stand des NKP: Name: KOSTOL                                       |

## Legende
Die Tabelle enthält im Einzelnen folgende Informationen:
| Foto:                    | Fotografie des Denkmals. |
| Denkmal / č. ÚZPF:       | Die Übersetzung der Bezeichnung des Denkmals, wie sie vom Slowakischen Denkmalamt (Pamiatkový úrad Slovenskej republiky) verwendet wird. Die Originalbezeichnung ist unter dem Fragezeichen angegeben. Fehlt die Übersetzung, so wird die Originalbezeichnung direkt angezeigt. Weiters ist die Objekt-Identifikationsnummer (Objekt ID) angeführt. Sie ist die offizielle, in der Slowakei eindeutige Nummer č. ÚZPF inklusive der zugehörigen Zählnummer, wie sie in den Daten des Denkmalamtes angegeben wird. Da diese nur innerhalb eines Landkreises gezählt wird, ist dessen Nummer der Denkmalnummer vorangestellt. |
| Standort:                | Wenn in der Liste vorhanden, ist die Adresse angegeben. In Klammern kann sich noch eine zusätzliche Adresse befinden, wenn es beispielsweise ein Eckhaus ist. Bei freistehenden Objekten ohne Adresse (zum Beispiel bei Bildstöcken) ist eine Adresse angegeben, die in der Nähe des Objekts liegt. Durch Aufruf des Links Standort wird die Lage des Denkmals in verschiedenen Kartenprojekten angezeigt. Darunter sind die Katastralgemeinde (KG) und, wenn vorhanden, die Konskriptionsnummer (Konskr. Nr.) angegeben.                                                                                                   |
| Offizielle Beschreibung: | Es ist die Kurzbeschreibung auf Slowakisch, wie sie in den offiziellen Listen angegeben ist, eingetragen. |
| Beschreibung:            | Kurze Angaben zum Denkmal auf Deutsch. |
| Metadaten:               | Zusätzlich werden, wenn in den persönlichen Einstellungen das Helferlein Dauerhaftes Einblenden von Metadaten aktiviert ist, ebensolche angezeigt. |

- Karte mit allen Koordinaten:
- OSM |
- WikiMap